# Josef Hoëné-Wronski

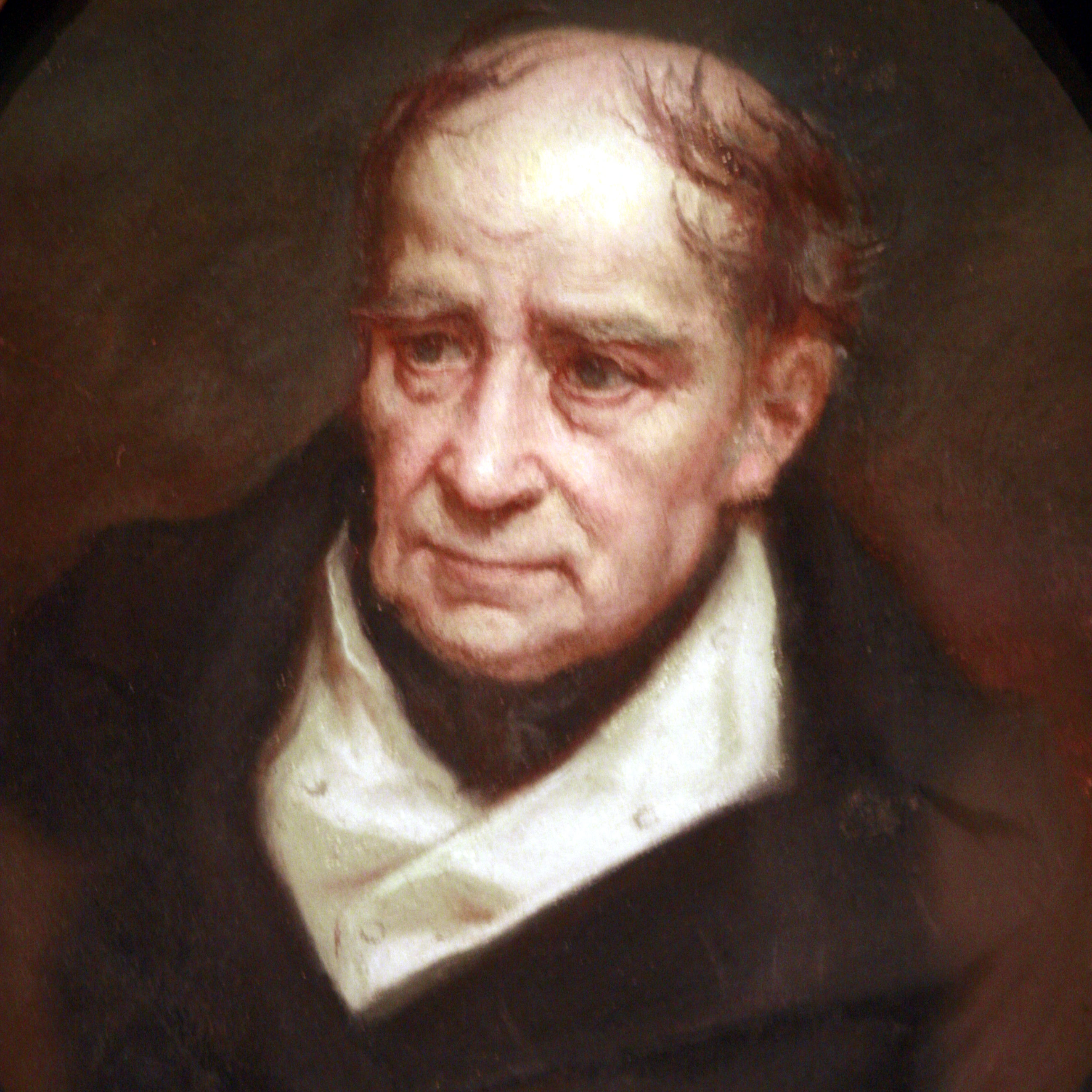
Josef Hoëné-Wronski 1845

Jósef Maria Hoëné-Wroński (eigentlich Jósef Hoëné, * 23. August 1776 in Wolsztyn in Polen-Litauen; † 9. August 1853 in Paris) war ein polnischer Philosoph und Mathematiker.

## Leben
Wroński, wie er heute zumeist genannt wird, wurde am 23. August 1776 in Wolsztyn als Jósef Hoëné geboren. Sein Vater war der aus Böhmen stammende Architekt Anton Höhne.
Im Kadettenkorps in Warschau ausgebildet, war er 1794 als Offizier der Artillerie in der polnischen Armee am Kościuszko-Aufstand beteiligt, geriet aber in der Schlacht bei Maciejowice in russische Gefangenschaft. In der Folge wurde er zum Dienst in der russischen Armee verpflichtet. Nach seiner Entlassung 1797 ging er nach Deutschland, um an mehreren Universitäten Philosophie und die Rechte zu studieren. Besonders interessierte ihn da die Lehre Kants.
Im Jahr 1800 ging er nach Frankreich und schloss sich Dąbrowskis Legionen im Kampf für die Freiheit Polens an. Bald wendete er sich aber wieder philosophischen und anderen wissenschaftlichen Studien zu. 1803 hatte er eine „Erleuchtung“, die ihn veranlasste, eine „absolute“ Philosophie zu entwickeln. Bis 1810 lebte er hauptsächlich in Marseille, wo er am Observatoire de Marseille arbeitete und 1810 die Tochter eines Astronomen heiratete. Kurz nach der Heirat nahm er den Namen Wroński an, den er abwechselnd oder in Verbindung mit seinem ursprünglichen Nachnamen verwendete. Dann verlor er jedoch die Stelle am Observatorium, und den Rest seines Lebens verbrachte er als Privatgelehrter überwiegend in Paris.
Seinen Lebensunterhalt verdiente er zunächst als Mathematiklehrer in Montmartre. 1812 lernte er den Geschäftsmann Pierre Arson kennen, der ein begeisterter Schüler Wrońskis wurde und ihn im Gegenzug großzügig finanziell unterstützte. Dieses Arrangement währte etliche Jahre, obwohl Arson zwischenzeitlich zu der Überzeugung gelangte, dass Wronski eigentlich ein Betrüger sei, und sich erfolglos von den getroffenen Vereinbarungen zu befreien versuchte.

## Werk
Wroński erhob den Anspruch, die Philosophie und die Mathematik grundlegend zu reformieren, und publizierte zahlreiche Schriften in einem breiten Themenfeld. In der Wissenschaft wurden seine Arbeiten jedoch zumeist abgelehnt, und schon sein erstes Buch fand eine derart negative Aufnahme, dass er in der Folge seine Stelle am Observatorium aufgeben musste.
Seine „Absolute“ Philosophie bezeichnete er auch als „Messianismus“, weil sie die Menschheit umfassend erneuern sollte. Dabei knüpfte er an Kant an, wies aber dessen Interpretation des apriorischen Wissens als subjektiv zurück, indem er postulierte, dass die Gesetze der Vernunft identisch seien mit denen des Universums. Der Religionswissenschaftler Arthur McCalla bezeichnet Wrońskis Philosophie als eine Synthese von post-kantianischem Idealismus und Illuminismus.
In der Mathematik schlug Wroński eine Reihenentwicklung für Funktionen vor, deren Koeffizienten die heute so genannten Wronski-Determinanten sind.
Mehr im Verborgenen befasste er sich mit der Kabbala, mit Jakob Böhme und mit gnostischen Lehren.

## Wirkung
In seinen letzten Lebensjahren hatte Wroński einen großen Einfluss auf Éliphas Lévi, den Begründer des modernen französischen Okkultismus.
Von Wroński beeinflusst waren auch die polnischen Dichter Adam Mickiewicz und Zygmunt Krasiński sowie die Philosophen Bronislaw Ferdynand Trentowski und Karol Libelt.
Seit 2008 trägt der Asteroid (33017) Wroński seinen Namen.

## Schriften
- Introduction à la philosophie des mathématiques et technique de l’algorithme. Didot, Paris 1811
- Résolution générale des equations de tous les degrés. Paris 1811
- Philosophie de l’infin. Paris 1814
- Canon de logarithmes. Paris 1827
- Prodrome du messianisme, révélation des destinées de l’humanité. Doyen, Paris 1831
  - Prodrom des Messianismus oder der Absoluten Philosophie. Stalling, Oldenburg 1931
- Messianisme: union finale de la philosophie et de la religion. 2 Bände, Paris 1831 und 1839; Neuauflage 3 Bände, 1847/48
- Philosophie absolue de l’histoire. 1852